# Nissafors
Nissafors is een plaats in de gemeente Gnosjö in het landschap Småland en de provincie Jönköpings län in Zweden. De plaats heeft 313 inwoners (2005) en een oppervlakte van 63 hectare.

## Verkeer en vervoer
Bij de plaats lopen de Riksväg 26 en Länsväg 151.
De plaats had een station aan de nog bestaande spoorlijn Göteborg - Kalmar / Karlskrona.